# Danh sách di sản văn hóa Tây Ban Nha được quan tâm ở Calvià
Danh sách di sản văn hóa Tây Ban Nha được quan tâm ở Calvià.
| Tên                                                      | Dạng                                   | Địa điểm                       | Tọa độ                                        | Số hồ sơ tham khảo? | Ngày nhận danh hiệu? | Hình ảnh                                                              |
| -------------------------------------------------------- | -------------------------------------- | ------------------------------ | --------------------------------------------- | ------------------- | -------------------- | --------------------------------------------------------------------- |
| Đồi phòng thủ Galtzó (Puig Des Caragol)                  | Di tích Kiến trúc quân sự              | Calviá                         | 39°36′44″B 2°28′41″Đ / 39,612167°B 2,478186°Đ | RI-51-0001845       | 10-09-1966           | Upload image                                                          |
| Đồi phòng thủ Santa Ponça (Puig sa Morisca)              | Di tích Khảo cổ học                    | Calviá                         | 39°30′24″B 2°28′48″Đ / 39,506753°B 2,480127°Đ | RI-51-0001857       | 10-09-1966           | Colina fortificada de Santa Ponça (Puig de sa Morisca) · Upload image |
| Quần thể Tiền sử Es Burotell (Coma S'aigo)               | Di tích Khảo cổ học                    | Calviá                         | 39°35′19″B 2°32′20″Đ / 39,588546°B 2,538908°Đ | RI-51-0001835       | 10-09-1966           | Upload image                                                          |
| Talayote Sa Porrassa (Can Ferrer)                        | Di tích Khảo cổ học Văn hóa talayótica | Calviá C/ Orenella. Son Ferrer | 39°29′36″B 2°29′56″Đ / 39,49332°B 2,498846°Đ  | RI-51-0001853       | 10-09-1966           | Talayote de Sa Porrassa (Can Ferrer) · Upload image                   |
| Tháp Lạch Figuera                                        | Di tích Kiến trúc quân sự              | Calviá                         | 39°27′28″B 2°31′21″Đ / 39,457772°B 2,522386°Đ | RI-51-0008365       | 30-11-1993           | Torre de Cala Figuera · Upload image                                  |
| Tháp ses Illetes                                         | Di tích Kiến trúc phòng thủ            | Calviá                         | 39°31′47″B 2°35′20″Đ / 39,529652°B 2,588761°Đ | RI-51-0008371       | 30-11-1993           | Torre de ses Illetes · Upload image                                   |
| Đồi Fortificada Galatzó (Dalt Sa Coma S'almangre)        | Di tích                                | Calviá                         |                                               | RI-51-0001842       | 10-09-1966           | Upload image                                                          |
| Đồi Fortificada Galatzó (Puig Des Senyor)                | Di tích                                | Calviá                         |                                               | RI-51-0001846       | 10-09-1966           | Upload image                                                          |
| Đồi Fortificada Son Font (Es Puig Cas Meler)             | Di tích                                | Calviá                         |                                               | RI-51-0001862       | 10-09-1966           | Upload image                                                          |
| Đồi Fortificada Torà (Puig Des Moro Llevant)             | Di tích                                | Calviá                         |                                               | RI-51-0001871       | 10-09-1966           | Upload image                                                          |
| Quần thể Tiền sử Galatzó (Es Pinotells)                  | Di tích                                | Calviá                         |                                               | RI-51-0001844       | 10-09-1966           | Upload image                                                          |
| Quần thể Tiền sử Son Bugadelles (Es Pinar)               | Di tích                                | Calviá                         |                                               | RI-51-0001860       | 10-09-1966           | Upload image                                                          |
| Quần thể Tiền sử Son Miralles                            | Di tích                                | Calviá                         |                                               | RI-51-0001867       | 10-09-1966           | Upload image                                                          |
| Quần thể Tiền sử Valldurgent (Sementer Des Camì)         | Di tích                                | Calviá                         |                                               | RI-51-0001872       | 10-09-1966           | Upload image                                                          |
| Creu Capelleta                                           | Di tích                                | Calviá                         |                                               | RI-51-0010266       | 25-09-1998           | Upload image                                                          |
| Hang Lạch Figuera                                        | Di tích                                | Calviá                         |                                               | RI-51-0001837       | 10-09-1966           | Upload image                                                          |
| Hang Génova (Cova Mort)                                  | Di tích                                | Calviá                         |                                               | RI-51-0001849       | 10-09-1966           | Upload image                                                          |
| Hang Sa Cova                                             | Di tích                                | Calviá                         |                                               | RI-51-0001838       | 10-09-1966           | Upload image                                                          |
| Hang Sa Porrassa (Lạch Portals Vells)                    | Di tích                                | Calviá                         |                                               | RI-51-0001856       | 10-09-1966           | Upload image                                                          |
| Hang Sa Porrassa (Caló Sa Nostra Dona)                   | Di tích                                | Calviá                         |                                               | RI-51-0001852       | 10-09-1966           | Upload image                                                          |
| Hang Sa Porrassa (Can Sastre, Cova Forta)                | Di tích                                | Calviá                         |                                               | RI-51-0001854       | 10-09-1966           | Upload image                                                          |
| Hang Sa Porrassa (Can Vairet)                            | Di tích                                | Calviá                         |                                               | RI-51-0001855       | 10-09-1966           | Upload image                                                          |
| Hang Son Llebre (Cova Des Llenyeters)                    | Di tích                                | Calviá                         |                                               | RI-51-0001863       | 10-09-1966           | Upload image                                                          |
| Hang Son Massot (Lạch Salamó)                            | Di tích                                | Calviá                         |                                               | RI-51-0001864       | 10-09-1966           | Upload image                                                          |
| Hang Son Morei                                           | Di tích                                | Calviá                         |                                               | RI-51-0001868       | 10-09-1966           | Upload image                                                          |
| Hang Valldurgent                                         | Di tích                                | Calviá                         |                                               | RI-51-0001873       | 10-09-1966           | Upload image                                                          |
| Es Castellot Santa Ponsa                                 | Di tích                                | Calviá                         |                                               | RI-51-0008370       | 30-11-1993           | Upload image                                                          |
| Fuerte Militar Illetas                                   | Di tích                                | Calviá                         |                                               | RI-51-0009121       | 23-10-1995           | Upload image                                                          |
| Habitación Prehistórica Benàtiga Vell (Es Puig)          | Di tích                                | Calviá                         |                                               | RI-51-0001832       | 10-09-1966           | Upload image                                                          |
| Habitación Prehistórica Peguera (Collet Des Moro)        | Di tích                                | Calviá                         |                                               | RI-51-0001850       | 10-09-1966           | Upload image                                                          |
| Habitación Prehistórica Son Boronat (Rota D`en Muntanya) | Di tích                                | Calviá                         |                                               | RI-51-0001859       | 10-09-1966           | Upload image                                                          |
| Habitación Prehistórica Son Massot (S`aljub)             | Di tích                                | Calviá                         |                                               | RI-51-0001866       | 10-09-1966           | Upload image                                                          |
| Nova Sa Porrassa                                         | Di tích                                | Calviá                         |                                               | RI-51-0008366       | 30-11-1993           | Upload image                                                          |
| Portals Vells TORRE DES MORO                             | Di tích                                | Calviá                         |                                               | RI-51-0008367       | 30-11-1993           | Upload image                                                          |
| Tàn tích Tiền sử Galatzó (Torrent Ses Planes)            | Di tích                                | Calviá                         |                                               | RI-51-0001848       | 10-09-1966           | Upload image                                                          |
| Tàn tích Tiền sử Son Boronat (Ses Pedreretes)            | Di tích                                | Calviá                         |                                               | RI-51-0001858       | 10-09-1966           | Upload image                                                          |
| Tàn tích Tiền sử Son Colomar                             | Di tích                                | Calviá                         |                                               | RI-51-0001861       | 10-09-1966           | Upload image                                                          |
| Tàn tích Tiền sử Son Roig Vell (Puig Fátima)             | Di tích                                | Calviá                         |                                               | RI-51-0001869       | 10-09-1966           | Upload image                                                          |
| Tàn tích Tiền sử Benicoraix                              | Di tích                                | Calviá                         |                                               | RI-51-0001833       | 10-09-1966           | Upload image                                                          |
| Tàn tích Tiền sử Es Burotell (Es Porrassaret)            | Di tích                                | Calviá                         |                                               | RI-51-0001834       | 10-09-1966           | Upload image                                                          |
| Tàn tích Tiền sử Es Burotell (Ses Rafalasses)            | Di tích                                | Calviá                         |                                               | RI-51-0001836       | 10-09-1966           | Upload image                                                          |
| Tàn tích Tiền sử Galatzó (Es Castellet)                  | Di tích                                | Calviá                         |                                               | RI-51-0001841       | 10-09-1966           | Upload image                                                          |
| Tàn tích Tiền sử Galatzó (Es Castellàs)                  | Di tích                                | Calviá                         |                                               | RI-51-0001840       | 10-09-1966           | Upload image                                                          |
| Tàn tích Tiền sử Galatzó (Font D'en Debades)             | Di tích                                | Calviá                         |                                               | RI-51-0001843       | 10-09-1966           | Upload image                                                          |
| Tàn tích Tiền sử Galatzó (S'argolla)                     | Di tích                                | Calviá                         |                                               | RI-51-0001839       | 10-09-1966           | Upload image                                                          |
| Tàn tích Tiền sử Galatzó (Ses Sínies)                    | Di tích                                | Calviá                         |                                               | RI-51-0001847       | 10-09-1966           | Upload image                                                          |
| Rotes Velles                                             | Di tích                                | Calviá                         |                                               | RI-51-0008364       | 30-11-1993           | Upload image                                                          |
| Santa Ponsa                                              | Di tích                                | Calviá                         |                                               | RI-51-0008368       | 30-11-1993           | Upload image                                                          |
| Son Alfonso                                              | Di tích                                | Calviá                         |                                               | RI-51-0008372       | 30-11-1993           | Upload image                                                          |
| Son Boira                                                | Di tích                                | Calviá                         |                                               | RI-51-0008369       | 30-11-1993           | Upload image                                                          |
| Son Boronat                                              | Di tích                                | Calviá                         |                                               | RI-51-0008373       | 30-11-1993           | Upload image                                                          |
| Son Vic Vell                                             | Di tích                                | Calviá                         |                                               | RI-51-0008374       | 30-11-1993           | Upload image                                                          |
| Talayote Peguera (Puig Des Collet Des Moro)              | Di tích                                | Calviá                         |                                               | RI-51-0001851       | 10-09-1966           | Upload image                                                          |
| Talayote Son Massot (Sa Barraca L`amo)                   | Di tích                                | Calviá                         |                                               | RI-51-0001865       | 10-09-1966           | Upload image                                                          |
| Talayote Torà (Puig Des Moro Ponent)                     | Di tích                                | Calviá                         |                                               | RI-51-0001870       | 10-09-1966           | Upload image                                                          |
| Torá                                                     | Di tích                                | Calviá                         |                                               | RI-51-0008375       | 30-11-1993           | Upload image                                                          |